# Veni Domine
Veni Domine é uma banda cristã sueca de doom metal progressivo, muito conhecida pelas atmosferas que sua música exprime, através de um metal com muitos elementos góticos, melódicos, progressivo, doom e sinfônico. Veni Domine e Narnia são consideradas as maiores influências de Jani Stefanovic (Divinefire, Essence of Sorrow e dezenas mais).

## Integrantes
- Fredrik Stoholm - voz
- Torbjörn Weinesjö - guitarra
- Gabriel Ingermarson - baixo
- Mattias Cederlund - teclado
- Thomas Weinesjö - bateria

## Discografia
- 1992 - Fall Babylon Fall
- 1994 - Material Sanctuary
- 1998 - Spiritual Wasteland
- 2004 - Veni Domine IIII: The Album of Labour
- 2006 - 23:59
- 2007 - Tounges
- 2014 - Light